# Nesopupa waianensis
Nesopupa waianensis е вид коремоного от семейство Vertiginidae.

## Разпространение
Видът е разпространен в САЩ (Хавайски острови).